# Trophée Eric Bompard
Il Trophée Eric Bompard (ex Grand Prix International de Paris (1987-1993), Trophée de France (1994-1995), Trophée Lalique (1996-2003)) è una competizione senior internazionale e fa parte del Grand Prix ISU di pattinaggio di figura. Le medaglie vengono assegnate nelle discipline del singolo maschile, singolo femminile, coppie e danza su ghiaccio . Organizzato dalla Skating Association francese, l'evento si è svolto la prima volta nel 1987 e si unì alla serie Grand Prix nel 1995. Anche se il più delle volte si svolge a Parigi , l'evento è stato ospitato anche da altre tre città - Albertville nel 1991 (come evento pre-olimpico evento), Lione nel 1994, Bordeaux nel 1995 e Grenoble nel 2017 e nel 2018.
Nel 2015 il programma libero è stato annullato in seguito agli attentati di Parigi. La classifica della competizione è stata stilata sulla base del solo programma corto.

## Albo d'oro

### Singolo maschile
| Anno | Luogo       | Oro                                    | Argento                                | Bronzo                                 |
| 1987 | Parigi      | Petr Barna                             | Angelo D'Agostino                      | Paul Robinson                          |
| 1988 | Parigi      | Paul Wylie                             | Grzegorz Filipowski                    | Michael Slipchuk                       |
| 1989 | Parigi      | V"jačeslav Zahorodnjuk                 | Grzegorz Filipowski                    | Norm Proft                             |
| 1990 | Parigi      | Christopher Bowman                     | V"jačeslav Zahorodnjuk                 | Elvis Stojko                           |
| 1991 | Albertville | Kurt Browning                          | V"jačeslav Zahorodnjuk                 | Aleksej Urmanov                        |
| 1992 | Parigi      | Mark Mitchell                          | Éric Millot                            | Sébastien Britten                      |
| 1993 | Parigi      | Todd Eldredge                          | Philippe Candeloro                     | V"jačeslav Zahorodnjuk                 |
| 1994 | Lione       | Philippe Candeloro                     | Éric Millot                            | Michael Chack                          |
| 1995 | Bordeaux    | Il'ja Kulik                            | Éric Millot                            | Elvis Stojko                           |
| 1996 | Parigi      | Todd Eldredge                          | V"jačeslav Zahorodnjuk                 | Michael Weiss                          |
| 1997 | Parigi      | Aleksej Jagudin                        | Philippe Candeloro                     | Igor' Paškevič                         |
| 1998 | Parigi      | Aleksej Jagudin                        | Michael Weiss                          | Emanuel Sandhu                         |
| 1999 | Parigi      | Aleksej Jagudin                        | Vincent Restencourt                    | Ivan Dinev                             |
| 2000 | Parigi      | Aleksej Jagudin                        | Stanick Jeannette                      | Roman Serov                            |
| 2001 | Parigi      | Aleksej Jagudin                        | Todd Eldredge                          | Andrejs Vlascenko                      |
| 2002 | Parigi      | Michael Weiss                          | Zhang Min                              | Takeshi Honda                          |
| 2003 | Parigi      | Evgenij Pljuščenko                     | Kevin van der Perren                   | Michael Weiss                          |
| 2004 | Parigi      | Johnny Weir                            | Brian Joubert                          | Emanuel Sandhu                         |
| 2005 | Parigi      | Jeffrey Buttle                         | Brian Joubert                          | Gheorghe Chiper                        |
| 2006 | Parigi      | Brian Joubert                          | Alban Préaubert                        | Sergej Dobrin                          |
| 2007 | Parigi      | Patrick Chan                           | Sergej Voronov                         | Alban Préaubert                        |
| 2008 | Parigi      | Patrick Chan                           | Takahiko Kozuka                        | Alban Préaubert                        |
| 2009 | Parigi      | Nobunari Oda                           | Tomáš Verner                           | Adam Rippon                            |
| 2010 | Parigi      | Takahiko Kozuka                        | Florent Amodio                         | Brandon Mroz                           |
| 2011 | Parigi      | Patrick Chan                           | Song Nan                               | Michal Březina                         |
| 2012 | Parigi      | Takahito Mura                          | Jeremy Abbott                          | Florent Amodio                         |
| 2013 | Parigi      | Patrick Chan                           | Yuzuru Hanyū                           | Jason Brown                            |
| 2014 | Bordeaux    | Maksim Kovtun                          | Tatsuki Machida                        | Denïs Ten                              |
| 2015 | Bordeaux    | Shōma Uno                              | Maksim Kovtun                          | Daisuke Murakami                       |
| 2016 | Parigi      | Javier Fernández                       | Denïs Ten                              | Adam Rippon                            |
| 2017 | Grenoble    | Javier Fernández                       | Shōma Uno                              | Misha Ge                               |
| 2018 | Grenoble    | Nathan Chen                            | Jason Brown                            | Aleksandr Samarin                      |
| 2019 | Grenoble    | Nathan Chen                            | Aleksandr Samarin                      | Kevin Aymoz                            |
| 2020 | Grenoble    | Evento cancellato a causa del COVID-19 | Evento cancellato a causa del COVID-19 | Evento cancellato a causa del COVID-19 |
| 2021 | Grenoble    | Yūma Kagiyama                          | Shun Satō                              | Jason Brown                            |
| 2022 | Angers      | Adam Siao Him Fa                       | Sōta Yamamoto                          | Kazuki Tomono                          |
| 2023 | Angers      | Adam Siao Him Fa                       | Ilia Malinin                           | Yūma Kagiyama                          |
| 2024 | Angers      | Adam Siao Him Fa                       | Koshiro Shimada                        | Andrew Torgashev                       |

### Singolo femminile
| Anno | Luogo       | Oro                                    | Argento                                | Bronzo                                 |
| 1987 | Parigi      | Jill Trenary                           | Agnès Gosselin                         | Patricia Neske                         |
| 1988 | Parigi      | Claudia Leistner                       | Natal'ja Gorbenko                      | Evelyn Großmann                        |
| 1989 | Parigi      | Surya Bonaly                           | Holly Cook                             | Laetitia Hubert                        |
| 1990 | Parigi      | Surya Bonaly                           | Lenka Kulovaná                         | Nancy Kerrigan                         |
| 1991 | Albertville | Midori Itō                             | Kristi Yamaguchi                       | Nancy Kerrigan                         |
| 1992 | Parigi      | Surya Bonaly                           | Karen Preston                          | Laetitia Hubert                        |
| 1993 | Parigi      | Surya Bonaly                           | Mila Kajas                             | Lisa Sargeant                          |
| 1994 | Lione       | Surya Bonaly                           | Tonia Kwiatkowski                      | Michelle Kwan                          |
| 1995 | Bordeaux    | Josée Chouinard                        | Chen Lu                                | Surya Bonaly                           |
| 1996 | Parigi      | Michelle Kwan                          | Marija Butyrskaja                      | Tara Lipinski                          |
| 1997 | Parigi      | Laetitia Hubert                        | Tara Lipinski                          | Vanessa Gusmeroli                      |
| 1998 | Parigi      | Marija Butyrskaja                      | Nicole Bobek                           | Vanessa Gusmeroli                      |
| 1999 | Parigi      | Marija Butyrskaja                      | Viktorija Volčkova                     | Sarah Hughes                           |
| 2000 | Parigi      | Marija Butyrskaja                      | Viktorija Volčkova                     | Jennifer Kirk                          |
| 2001 | Parigi      | Marija Butyrskaja                      | Sarah Hughes                           | Sasha Cohen                            |
| 2002 | Parigi      | Sasha Cohen                            | Yoshie Onda                            | Alisa Drei                             |
| 2003 | Parigi      | Sasha Cohen                            | Shizuka Arakawa                        | Júlia Sebestyén                        |
| 2004 | Parigi      | Joannie Rochette                       | Carolina Kostner                       | Júlia Sebestyén                        |
| 2005 | Parigi      | Mao Asada                              | Sasha Cohen                            | Shizuka Arakawa                        |
| 2006 | Parigi      | Yuna Kim                               | Miki Andō                              | Kimmie Meissner                        |
| 2007 | Parigi      | Mao Asada                              | Kimmie Meissner                        | Ashley Wagner                          |
| 2008 | Parigi      | Joannie Rochette                       | Mao Asada                              | Caroline Zhang                         |
| 2009 | Parigi      | Yuna Kim                               | Mao Asada                              | Yukari Nakano                          |
| 2010 | Parigi      | Kiira Korpi                            | Mirai Nagasu                           | Alissa Czisny                          |
| 2011 | Parigi      | Elizaveta Tuktamyševa                  | Carolina Kostner                       | Alissa Czisny                          |
| 2012 | Parigi      | Ashley Wagner                          | Elizaveta Tuktamyševa                  | Julija Lipnickaja                      |
| 2013 | Parigi      | Ashley Wagner                          | Adelina Sotnikova                      | Anna Pogorilaja                        |
| 2014 | Bordeaux    | Elena Radionova                        | Julija Lipnickaja                      | Ashley Wagner                          |
| 2015 | Bordeaux    | Gracie Gold                            | Julija Lipnickaja                      | Roberta Rodeghiero                     |
| 2016 | Parigi      | Evgenija Medvedeva                     | Marija Sotskova                        | Wakaba Higuchi                         |
| 2017 | Grenoble    | Alina Zagitova                         | Marija Sotskova                        | Kaetlyn Osmond                         |
| 2018 | Grenoble    | Rika Kihira                            | Mai Mihara                             | Bradie Tennell                         |
| 2019 | Grenoble    | Alëna Kostornaja                       | Alina Zagitova                         | Mariah Bell                            |
| 2020 | Grenoble    | Evento cancellato a causa del COVID-19 | Evento cancellato a causa del COVID-19 | Evento cancellato a causa del COVID-19 |
| 2021 | Grenoble    | Anna Ščerbakova                        | Alëna Kostornaja                       | Wakaba Higuchi                         |
| 2022 | Angers      | Loena Hendrickx                        | Kim Ye-lim                             | Rion Sumiyoshi                         |
| 2023 | Angers      | Isabeau Levito                         | Nina Pinzarrone                        | Rion Sumiyoshi                         |
| 2024 | Angers      | Amber Glenn                            | Wakaba Higuchi                         | Rion Sumiyoshi                         |

### Coppie
| Anno | Luogo       | Oro                                      | Argento                                | Bronzo                                  |
| 1987 | Parigi      | Natalie Seybold / Wayne Seybold          | Julija Bistrova / Aleksandr Tarasov    | Laurene Collin / John Penticost         |
| 1988 | Parigi      | Elena Bečke / Denis Petrov               | Mandy Wötzel / Axel Rauschenbach       | Katy Keely / Joseph Mero                |
| 1989 | Parigi      | Mandy Wötzel / Axel Rauschenbach         | Isabelle Brasseur / Lloyd Eisler       | Radka Kovaříková / René Novotný         |
| 1990 | Parigi      | Elena Bečke / Denis Petrov               | Evgenija Černyševa / Dmitrij Suchanov  | Michelle Menzies / Kevin Wheeler        |
| 1991 | Albertville | Natal'ja Miškutënok / Artur Dmitriev     | Radka Kovaříková / René Novotný        | Elena Bečke / Denis Petrov              |
| 1992 | Parigi      | Evgenija Šiškova / Vadim Naumov          | Radka Kovaříková / René Novotný        | Karen Courtland / Todd Reynolds         |
| 1993 | Parigi      | Natal'ja Miškutënok / Artur Dmitriev     | Marina El'cova / Andrej Buškov         | Jenni Meno / Todd Sand                  |
| 1994 | Lione       | Marina El'cova / Andrej Buškov           | Elena Berežnaja / Oleg Šljachov        | Mandy Wötzel / Ingo Steuer              |
| 1995 | Bordeaux    | Elena Berežnaja / Oleg Šljachov          | Oksana Kazakova / Artur Dmitriev       | Jenni Meno / Todd Sand                  |
| 1996 | Parigi      | Oksana Kazakova / Artur Dmitriev         | Jenni Meno / Todd Sand                 | Elena Berežnaja / Anton Sicharulidze    |
| 1997 | Parigi      | Elena Berežnaja / Anton Sicharulidze     | Mandy Wötzel / Ingo Steuer             | Shen Xue / Zhao Hongbo                  |
| 1998 | Parigi      | Sarah Abitbol / Stéphane Bernadis        | Kyoko Ina / John Zimmerman             | Marina El'cova / Andrej Buškov          |
| 1999 | Parigi      | Sarah Abitbol / Stéphane Bernadis        | Tat'jana Tot'mjanina / Maksim Marinin  | Dorota Zagórska / Mariusz Siudek        |
| 2000 | Parigi      | Elena Berežnaja / Anton Sicharulidze     | Jamie Salé / David Pelletier           | Kyoko Ina / John Zimmerman              |
| 2001 | Parigi      | Elena Berežnaja / Anton Sicharulidze     | Kyoko Ina / John Zimmerman             | Sarah Abitbol / Stéphane Bernadis       |
| 2002 | Parigi      | Tat'jana Tot'mjanina / Maksim Marinin    | Sarah Abitbol / Stéphane Bernadis      | Pang Qing / Tong Jian                   |
| 2003 | Parigi      | Zhang Dan / Zhang Hao                    | Tat'jana Tot'mjanina / Maksim Marinin  | Tiffany Scott / Philip Dulebohn         |
| 2004 | Parigi      | Shen Xue / Zhao Hongbo                   | Marija Petrova / Aleksej Tichonov      | Pang Qing / Tong Jian                   |
| 2005 | Parigi      | Tat'jana Tot'mjanina / Maksim Marinin    | Pang Qing / Tong Jian                  | Valérie Marcoux / Craig Buntin          |
| 2006 | Parigi      | Marija Petrova / Aleksej Tichonov        | Rena Inoue / John Baldwin              | Julija Obertas / Sergej Slavnov         |
| 2007 | Parigi      | Zhang Dan / Zhang Hao                    | Pang Qing / Tong Jian                  | Marija Muchortova / Maksim Tran'kov     |
| 2008 | Parigi      | Aliona Savchenko / Robin Szolkowy        | Marija Muchortova / Maksim Tran'kov    | Meagan Duhamel / Craig Buntin           |
| 2009 | Parigi      | Marija Muchortova / Maksim Tran'kov      | Jessica Dubé / Bryce Davison           | Aliona Savchenko / Robin Szolkowy       |
| 2010 | Parigi      | Aliona Savchenko / Robin Szolkowy        | Vera Bazarova / Jurij Larionov         | Maylin Hausch / Daniel Wende            |
| 2011 | Parigi      | Tat'jana Volosožar / Maksim Tran'kov     | Vera Bazarova / Jurij Larionov         | Meagan Duhamel / Eric Radford           |
| 2012 | Parigi      | Juko Kavaguti / Aleksandr Smirnov        | Meagan Duhamel / Eric Radford          | Stefania Berton / Ondřej Hotárek        |
| 2013 | Parigi      | Pang Qing / Tong Jian                    | Meagan Duhamel / Eric Radford          | Caydee Denney / John Coughlin           |
| 2014 | Bordeaux    | Ksenija Stolbova / Fëdor Klimov          | Sui Wenjing / Han Cong                 | Wang Xuehan / Wang Lei                  |
| 2015 | Bordeaux    | Tat'jana Volosožar / Maksim Tran'kov     | Vanessa James / Morgan Cipres          | Julianne Seguin / Charlie Bilodeau      |
| 2016 | Parigi      | Aliona Savchenko / Bruno Massot          | Evgenija Tarasova / Vladimir Morozov   | Vanessa James / Morgan Cipres           |
| 2017 | Grenoble    | Evgenija Tarasova / Vladimir Morozov     | Vanessa James / Morgan Cipres          | Nicole della Monica / Matteo Guarise    |
| 2018 | Grenoble    | Vanessa James / Morgan Ciprès            | Tarah Kayne / Danny O'Shea             | Aleksandra Bojkova / Dmitrij Kozlovskij |
| 2019 | Grenoble    | Anastasija Mišina / Aleksandr Galljamov  | Dar'ja Pavljučenko / Denis Chodykin    | Haven Denney / Brandon Frazier          |
| 2020 | Grenoble    | Evento cancellato a causa del COVID-19   | Evento cancellato a causa del COVID-19 | Evento cancellato a causa del COVID-19  |
| 2021 | Grenoble    | Aleksandra Bojkova / Dmitrij Kozlovskij  | Iuliia Artemeva / Mikhail Nazarychev   | Alexa Knierim / Brandon Frazier         |
| 2022 | Angers      | Deanna Stellato-Dudek / Maxime Deschamps | Camille Kovalev / Pavel Kovalev        | Annika Hoecke / Robert Kunkel           |
| 2023 | Angers      | Lia Pereira / Trennt Michaud             | Sara Conti / Niccolò Macii             | Camille Kovalev / Pavel Kovalev         |
| 2024 | Angers      | Minerva Fabienne Hase / Nikita Volodin   | Sara Conti / Niccolò Macii             | Rebecca Ghilardi / Filippo Ambrosini    |

### Danza su ghiaccio
| Anno | Luogo       | Oro                                     | Argento                                      | Bronzo                                  |
| 1987 | Parigi      | Lia Trovati / Roberto Pelizzola         | Susan Wynne / Joseph Druar                   | Corinne Paliard / Didier Courtois       |
| 1988 | Parigi      | Susan Wynne / Joseph Druar              | Sharon Jones / Paul Askham                   | Oksana Griščuk / Aleksandr Čičkov       |
| 1989 | Parigi      | Anželika Krylova / Vladimir Leljuch     | April Sargeant-Thomas / Russ Witherby        | Susanna Rahkamo / Petri Kokko           |
| 1990 | Parigi      | Stefania Calegari / Pasquale Camerlengo | Sophie Moniotte / Pascal Lavanchy            | Anželika Krylova / Vladimir Leljuch     |
| 1991 | Albertville | Anželika Krylova / Vladimir Fedorov     | Dominique Yvon / Frédéric Palluel            | Kateřina Mrázová / Martin Šimeček       |
| 1992 | Parigi      | Sophie Moniotte / Pascal Lavanchy       | Iryna Romanova / Igor Jarošenko              | Elena Kustarova / Oleg Ovsjannikov      |
| 1993 | Parigi      | Irina Lobačëva / Il'ja Averbuch         | Elizabeth Punsalan / Jerod Swallow           | Marina Anisina / Gwendal Peizerat       |
| 1994 | Lione       | Marina Anisina / Gwendal Peizerat       | Elizabeth Punsalan / Jerod Swallow           | Kateřina Mrázová / Martin Šimeček       |
| 1995 | Bordeaux    | Oksana Griščuk / Evgenij Platov         | Marina Anisina / Gwendal Peizerat            | Iryna Romanova / Igor Jarošenko         |
| 1996 | Parigi      | Marina Anisina / Gwendal Peizerat       | Elizabeth Punsalan / Jerod Swallow           | Iryna Romanova / Igor Jarošenko         |
| 1997 | Parigi      | Oksana Griščuk / Evgenij Platov         | Marina Anisina / Gwendal Peizerat            | Iryna Romanova / Igor Jarošenko         |
| 1998 | Parigi      | Marina Anisina / Gwendal Peizerat       | Barbara Fusar-Poli / Maurizio Margaglio      | Margarita Drobiazko / Povilas Vanagas   |
| 1999 | Parigi      | Marina Anisina / Gwendal Peizerat       | Barbara Fusar-Poli / Maurizio Margaglio      | Margarita Drobiazko / Povilas Vanagas   |
| 2000 | Parigi      | Marina Anisina / Gwendal Peizerat       | Irina Lobačëva / Il'ja Averbuch              | Kati Winkler / René Lohse               |
| 2001 | Parigi      | Marina Anisina / Gwendal Peizerat       | Shae-Lynn Bourne / Victor Kraatz             | Margarita Drobiazko / Povilas Vanagas   |
| 2002 | Parigi      | Olena Hrušyna / Ruslan Hončarov         | Isabelle Delobel / Olivier Schoenfelder      | Tanith Belbin / Benjamin Agosto         |
| 2003 | Parigi      | Albena Denkova / Maksim Staviski        | Marie-France Dubreuil / Patrice Lauzon       | Isabelle Delobel / Olivier Schoenfelder |
| 2004 | Parigi      | Tat'jana Navka / Roman Kostomarov       | Albena Denkova / Maksim Staviski             | Isabelle Delobel / Olivier Schoenfelder |
| 2005 | Parigi      | Olena Hrušyna / Ruslan Hončarov         | Isabelle Delobel / Olivier Schoenfelder      | Federica Faiella / Massimo Scali        |
| 2006 | Parigi      | Albena Denkova / Maksim Staviski        | Isabelle Delobel / Olivier Schoenfelder      | Federica Faiella / Massimo Scali        |
| 2007 | Parigi      | Isabelle Delobel / Olivier Schoenfelder | Jana Chochlova / Sergej Novickij             | Meryl Davis / Charlie White             |
| 2008 | Parigi      | Isabelle Delobel / Olivier Schoenfelder | Federica Faiella / Massimo Scali             | Sinead Kerr / John Kerr                 |
| 2009 | Parigi      | Tessa Virtue / Scott Moir               | Nathalie Péchalat / Fabian Bourzat           | Sinead Kerr / John Kerr                 |
| 2010 | Parigi      | Nathalie Péchalat / Fabian Bourzat      | Ekaterina Rjazanova / Il'ja Tkačenko         | Madison Chock / Greg Zuerlein           |
| 2011 | Parigi      | Tessa Virtue / Scott Moir               | Nathalie Péchalat / Fabian Bourzat           | Anna Cappellini / Luca Lanotte          |
| 2012 | Parigi      | Nathalie Péchalat / Fabian Bourzat      | Anna Cappellini / Luca Lanotte               | Ekaterina Rjazanova / Il'ja Tkačenko    |
| 2013 | Parigi      | Tessa Virtue / Scott Moir               | Elena Il'inych / Nikita Kacalapov            | Nathalie Péchalat / Fabian Bourzat      |
| 2014 | Bordeaux    | Gabriella Papadakis / Guillaume Cizeron | Piper Gilles / Paul Poirier                  | Madison Hubbell / Zachary Donohue       |
| 2015 | Bordeaux    | Madison Hubbell / Zachary Donohue       | Piper Gilles / Paul Poirier                  | Aleksandra Stepanova / Ivan Bukin       |
| 2016 | Parigi      | Gabriella Papadakis / Guillaume Cizeron | Madison Hubbell / Zachary Donohue            | Piper Gilles / Paul Poirier             |
| 2017 | Grenoble    | Gabriella Papadakis / Guillaume Cizeron | Madison Chock / Evan Bates                   | Aleksandra Stepanova / Ivan Bukin       |
| 2018 | Grenoble    | Gabriella Papadakis / Guillaume Cizeron | Viktorija Sinicina / Nikita Kacalapov        | Piper Gilles / Paul Poirier             |
| 2019 | Grenoble    | Gabriella Papadakis / Guillaume Cizeron | Madison Chock / Evan Bates                   | Charlène Guignard / Marco Fabbri        |
| 2020 | Grenoble    | Evento cancellato a causa del COVID-19  | Evento cancellato a causa del COVID-19       | Evento cancellato a causa del COVID-19  |
| 2021 | Grenoble    | Gabriella Papadakis / Guillaume Cizeron | Piper Gilles / Paul Poirier                  | Aleksandra Stepanova / Ivan Bukin       |
| 2022 | Angers      | Charlène Guignard / Marco Fabbri        | Laurence Fournier Beaudry / Nikolaj Sørensen | Evgenija Loparëva / Geoffrey Brissaud   |
| 2023 | Angers      | Charlène Guignard / Marco Fabbri        | Laurence Fournier Beaudry / Nikolaj Sørensen | Evgenija Loparëva / Geoffrey Brissaud   |
| 2024 | Angers      | Evgenija Loparëva / Geoffrey Brissaud   | Charlène Guignard / Marco Fabbri             | Emily Bratti / Ian Somerville           |